# Powiat Szob
Powiat Szob (węg. Szobi járás) – jeden z piętnastu powiatów komitatu Pest na Węgrzech. Jego powierzchnia wynosi 314,73 km². W 2009 liczył 12 605 mieszkańców (gęstość zaludnienia 40 os./1 km²). Siedzibą władz jest miasto Szob.

## Miejscowości powiatu Szob
- Bernecebaráti
- Ipolydamásd
- Ipolytölgyes
- Kemence
- Kóspallag
- Letkés
- Márianosztra
- Nagybörzsöny
- Perőcsény
- Szob
- Tésa
- Vámosmikola
- Zebegény